# Dżankamra
Dżankamra (arab. جنكمرة) – miejscowość w Syrii, w muhafazie Hims. W 2004 roku liczyła 1514 mieszkańców.